# Sijańce (gmina)
Sijańce – dawna gmina wiejska istniejąca do 1939 roku w woj. wołyńskim (obecnie na Ukrainie). Siedzibą gminy były Sijańce (Сіянці).
W okresie międzywojennym gmina Sijańce należała do powiatu ostrogskiego w woj. wołyńskim. 1 stycznia 1925 roku powiat ostrogski przekształcono w powiat zdołbunowski (wraz ze znacznymi zmianami terytorialnymi).
Według stanu z dnia 4 stycznia 1936 roku gmina składała się z 19 gromad. Po wojnie obszar gminy Sijańce wszedł w struktury administracyjne Związku Radzieckiego.